# Municipio de Rockaway
El municipio de Rockaway (en inglés: Rockaway Township) es un municipio ubicado en el condado de Morris en el estado estadounidense de Nueva Jersey. En el año 2010 tenía una población de 24,156 habitantes y una densidad poblacional de 202.8 personas por km².

## Geografía
El municipio de Rockaway se encuentra ubicado en las coordenadas 40°55′48″N 74°31′10″O / 40.93000, -74.51944.

## Demografía
Según la Oficina del Censo en 2000 los ingresos medios por hogar en el municipio eran de $80,939 y los ingresos medios por familia eran $89,281. Los hombres tenían unos ingresos medios de $58,027 frente a los $40,038 para las mujeres. La renta per cápita para la localidad era de $33,184. Alrededor del 2.4% de la población estaba por debajo del umbral de pobreza.